# Anaspis helvetica
Anaspis helvetica là một loài bọ cánh cứng trong họ Scraptiidae. Loài này được Pic mô tả khoa học năm 1918.